# Blechnum obtusifolium
Blechnum obtusifolium är en kambräkenväxtart som först beskrevs av Presl och Christ, och fick sitt nu gällande namn av Constantin von Ettingshausen. Blechnum obtusifolium ingår i släktet Blechnum och familjen Blechnaceae. Inga underarter finns listade.